# Éric Dérian
 (octobre 2020).
Éric Dérian dit Turalo né le 10 mars 1971, est un auteur de bande dessinée français, un des premiers blogueurs BD, ancien directeur de l'école de BD Académie Brassart Delcourt. Il a annoncé en septembre 2020 son arrivée en tant que responsable d'édition dans la maison d'édition Philéas.

## Biographie
Après un bac littéraire artistique en 1989, Éric Dérian suit trois années de cours à la Faculté d'arts plastiques de l'Université Michel de Montaigne (Bordeaux III) jusqu'à la licence. Il effectue une année de maîtrise DNAP à l'École européenne supérieure de l'image d'Angoulême.
Il est le petit-fils de Pierre Barrère (1921-2011), docteur ès lettres et professeur émérite de l'université Bordeaux-Montaigne.
À 22 ans il cofonde l'Atelier Brol à Angoulême avec Mazan, Isabelle Dethan, Turf, Thierry Robin et Pierre-Yves Gabrion. L'atelier sera renommé Atelier Sanzot.
À partir de 1994, il co-anime différentes collections pour les éditeurs Le Cycliste, Triskel et Gnou. De 1998 à 1999 il est assistant-éditorial sur une collection commune Le Cycliste / Triskel : Tricycle.
À partir de 2000 et ce jusqu'en 2016, il s'installe dans la ville de Tours et dans l'atelier Pop. 
En 2006, il parraine la seconde édition du Festiblog aux côtés de Laurel, devenu en 2015 We Do BD, dont il avait été l'un des invités lors de la première édition.

## Question de pseudos
Éric Dérian a utilisé deux pseudos au cours de sa carrière : « Turalo », avec lequel il réalise 7 albums et « Adrien K Seltzer » avec lequel il scénarise la série Harley et Davidson (Une aventure des détectives) ainsi qu'un récit court pour le Journal de Spirou.
« Turalo » est inspiré de son album Turalo le lapin, publié en 2008. Obligé de créer une adresse internet qu'il n'arrive pas à labelliser à son identité, Eric Dérian choisi de la nommer selon le nom de son dernier personnage. Peu à peu, les usages du web l'amène à se voir identifier sous ce pseudo. 
« Adrien K Seltzer » répond à une collaboration en tant que scénariste. Associé au dessinateur Ullcer pour la série Harley et Davidson chez Emmanuel Proust éditions, il craignait que son nom ne le fasse passer pour le dessinateur. Un trait d'humour décide du nouveau pseudo.

## Les 23h de la BD
Éric Dérian, Piak, Lugol et Taillefer se sont inspirés en 2008 des 24h de la BD proposées dans le cadre du festival international de la bande dessinée d'Angoulême pour créer leur propre évènement.
Lors du week-end du passage à l'heure d'été en France, les auteurs et autrices de bande dessinée sont invités à se rassembler pour produire 24 planches en 23 heures. 
La première édition avait vu la création d'un blog pour présenter les contributions des participants. Éric Dérian en était le responsable. 73 auteurs se sont inscrits, l'occupant pendant près de 20 jours pour gérer les inscriptions et la mise en ligne des planches. 
L'année suivante, une plateforme collaborative est créée pour permettre à chaque participant de publier son travail, libérant ainsi Éric Dérian de cette responsabilité.
Pour l'édition 2020, ce sont 1494 auteurs ou autrices qui ont participé qu'ils aient ou non terminé le défi lancé.

## Le blog de Franquin
En publiant en 2008 sur internet Le blog de Franquin, Éric Dérian entend rendre hommage aux grands auteurs de la bande dessinée franco-belge dont il est fan.  
Les éditions Foolstrip, se lançant dans une structure d'édition en ligne, ont proposé à Eric Dérian de travailler avec eux. Il devait produire une page par semaine pendant un an, avant une publication en version papier. Après deux mois à chercher une idée de contenu, Dérian a fait appel à Piak pour lui trouver une idée. Il lui proposa le concept du blog de Franquin, qu'ils animèrent donc de concert. 

### L'affaire du blog de Franquin
En octobre 2009, les éditions Glénat via leur label Drugstore proposent une nouvelle édition du blog de Franquin dans les librairies. En novembre 2009, Marsu Productions, détenteurs des droits d'André Franquin, demande le retrait des librairies de l'album Le blog de Franquin, au motif que l'album « outrepasse les limites du bon goût et du respect de la mémoire de l'auteur décédé ». Une demande à laquelle les éditions Glénat ont immédiatement répondu positivement. 
Éric Dérian déclara comprendre le positionnement des ayants droit, notamment au regard du fait que la famille de l'auteur ait pu être heurtée par le livre. Il demanda rapidement aux internautes agacés « de calmer le jeu en respectant, sinon la volonté d'André Franquin, celle de ceux qui parlent aujourd'hui en son nom et pour qui le respect de sa mémoire est une mission et une conviction sincère ».

## Directeur de l'Académie Brassart Delcourt
À la création de l'Académie Brassart Delcourt en 2014, Éric Dérian est nommé directeur. Cette école privée, association entre le groupe de formation Brassart et le groupe éditorial Delcourt-Soleil, forme des étudiants post-bac aux différentes étapes de la création d'une bande dessinée et aux conditions du travail du métier d'auteur.
En tant que directeur, il a soutenu une formation basée sur une professionnalisation accrue, menée pendant trois années auprès de professionnels de la bande dessinée,.
Chaque année, le major de la promotion diplômée se voit proposer un contrat de publication aux éditions Delcourt, qu'il ou elle est libre de refuser. Chaque diplômé étant libre de présenter des dossiers de projet BD à n'importe quel éditeur.
Le 21 septembre 2020 l'Académie Brassart Delcourt annonce sur sa page Facebook et sur son site son départ de l'Académie et son remplacement par Maximilien Chailleux.[source insuffisante]

## Éditeur de bande dessinée
En octobre 2020, après avoir quitté l'Académie Brassart Delcourt, Éric Dérian est engagé en tant que responsable d'édition pour le nouvel éditeur Philéas, joint-venture entre Editis et Steinkis.

## Œuvres

### Sous le pseudo Turalo
- Le blog de Franquin (dessinateur), avec Piak, éditions Foolstrip et Glénat Drugstore, 2008-2009
- Les ch'tis (dessinateur), avec Laurent Panetier, Aurélie Lecloux, Soleil Production, 2008
- Les catcheurs de l'extrême (scénariste), Giovanni, Glénat- Drugstore, 2010
- Idées reçues et corrigées ! (co-scénariste), Yannick Lejeune, Jean-Philippe Peyraud, éditions Delcourt, 2012
- Alice in wonderland tome 2 (coloriste), Tacito, éditions Glénat, 2013
- La psychanalyse du héros de Francobelgie tome 10 (dessinateur), Wandrille, Vraoum!, 2013

### Sous le nom Éric Dérian
- Histoires trop courtes (auteur), auto-édité, 1991
- Humain trop humain (sic), avec Richard Marazano, Le Cycliste, 1995
- Charles le chat noir tome 1 (co-scénariste), avec Abel Chen, Richard Marazano, Triskel, 1997
- Turalo le lapin (co-auteur), avec Éric Baptizat, Tricycle, 1998
- Hermine (dessinateur), avec Éric Omond, Jean-Philippe Peyraud, Delphine Rieu, éditions Glénat, 1998-1999[19]
- Futuroscoop (coloriste), avec Claude Carré, Richard, Glénat, 1998
- Ninja (coloriste), avec Philippe Larbier, Triskel, Soleil, 2001-2003
- L'irlandais (coloriste), avec Arnaud Guillois, Éditions Carabas, 2004-2006
- Harley & Davidson (Une enquête des détectives) (scénariste, coloriste), avec Ullcer, Emmanuel Proust éditions, 2005-2007
- Le Chocolat magique (coloriste), avec Christian Barranger, Bast, Le Cycliste, 2005
- Le Gardien du zoo (coloriste), avec Matyo, Bast, Le Cycliste, 2006
- Les Blagues belges (coloriste et story-boarder), Pluk, Philippe Larbier, éditions Delcourt, 2006-2010
- Rien à déclarer (story-boarder), Pierre Veys, Rudo, éditions Delcourt, 2011
- Les jours qui restent (scénario), dessin de Magalie Foutrier, Delcourt, coll. Mirages, 2019  (ISBN 978-2-7560-4213-8)